# Cantonul Domfront
Cantonul Domfront este un canton din arondismentul Alençon, departamentul Orne, regiunea Basse-Normandie, Franța.

## Comune
| Comune                  | Populație (1999) | Cod poștal | Cod INSEE |
| ----------------------- | ---------------- | ---------- | --------- |
| Avrilly                 | ...              | 61700      | 61021     |
| Ceaucé                  | ...              | 61330      | 61075     |
| Champsecret             | ...              | 61700      | 61091     |
| Domfront                | ...              | 61700      | 61145     |
| La Haute-Chapelle       | ...              | 61700      | 61201     |
| Lonlay-l'Abbaye         | ...              | 61700      | 61232     |
| Rouellé                 | ...              | 61700      | 61355     |
| Saint-Bômer-les-Forges  | ...              | 61700      | 61369     |
| Saint-Brice             | ...              | 61700      | 61370     |
| Saint-Clair-de-Halouze  | ...              | 61490      | 61376     |
| Saint-Gilles-des-Marais | ...              | 61700      | 61401     |